# Isla Cristina
Isla Cristina – miasto w Hiszpanii, na zachodnim wybrzeżu prowincji Huelva w Andaluzji.

## Historia
- 1715 - początki osady handlowej
- 1755 − miasto poważnie zniszczone wskutek trzęsienia ziemi
- 1802 − miasto otrzymuje nazwę Real Isla de la Higuerita
- 1834 - na cześć królowej hiszpańskiej Marii Krystyny miasto przemianowano na Isla Cristina

## Miasta partnerskie
- Barbate
- Canet de Mar
- La Romana